# Padre Cruz
Francisco Rodrigues da Cruz, dito o Padre Cruz (Alcochete, Alcochete, 29 de julho de 1859 – São Cristóvão e São Lourenço, Lisboa, 1 de outubro de 1948), foi um sacerdote católico português, que alcançou uma enorme fama de santidade em vida ao ponto de ser conhecido popularmente como o Santo Padre Cruz.

## Biografia
Era filho do proprietário Manuel da Cruz e de Catarina Maria de Oliveira Cruz, ambos naturais de Alcochete.
Formou-se em Teologia em Coimbra em 1880, e ordenou-se sacerdote em 1882. Por alturas das perseguições religiosas da Primeira República Portuguesa, esteve preso durante alguns dias e foi interrogado pelo próprio Ministro da Justiça de então, Afonso Costa, após o qual foi libertado. Era extremamente respeitado por todos, até por elementos mais radicalmente anticlericais, devido à caridade que exercia e pela santidade de vida que já então demonstrava, chegando a ser durante alguns anos o único sacerdote que se atrevia a usar a sotaina em público, ao arrepio do que estava estabelecido na lei. Desenvolveu um intenso apostolado e uma caridade sem limites junto dos presos, dos mais pobres e dos infelizes.

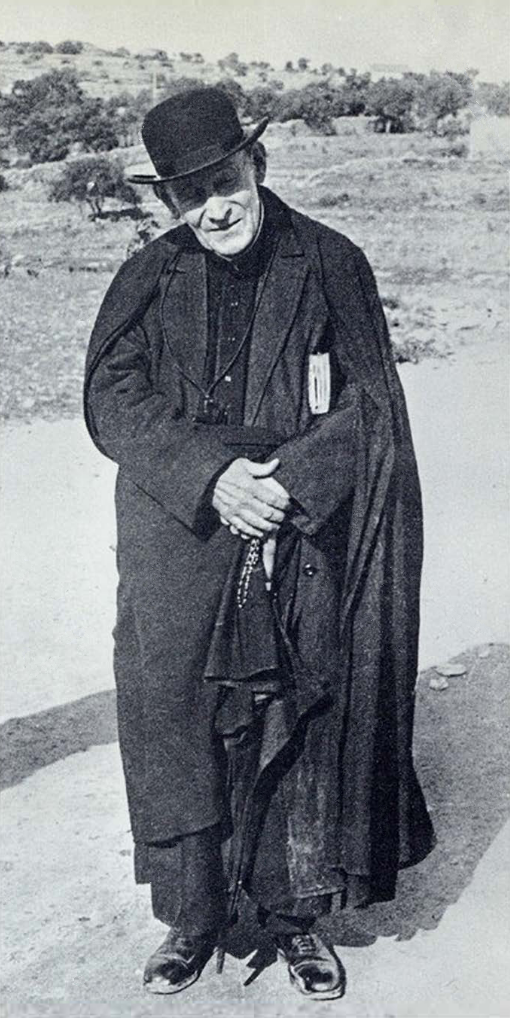
O Padre Cruz em Fátima (1939)

Devotíssimo do Imaculado Coração de Maria, um dos seus principais carismas foi em redor do sacramento da confissão, confessando o maior número de pessoas que conseguisse em qualquer lugar que fosse. A conversão do grande filósofo Leonardo Coimbra a ele se deve, uns dias antes de este morrer num acidente de automóvel.
Foi também um notável pregador e um ardente propagador das visitas ao Sagrado Lausperene.
Deu a Primeira Comunhão a Lúcia de Jesus Rosa dos Santos, a principal vidente de Nossa Senhora de Fátima, visitou o local das aparições na companhia dos três pastorinhos e com eles rezou, então, o terço do Santo Rosário.
Entrou na Companhia de Jesus em 1940, satisfazendo assim o desejo que acalentara havia 60 anos, por um privilégio concedido pelo Papa Pio XII que o isentava de um ano de noviciado e de residir em casas dessa ordem religiosa. Faleceu em Lisboa no dia 1 de outubro de 1948. Por ordem expressa do Cardeal Patriarca de então, D. Manuel Gonçalves Cerejeira as suas exéquias foram realizadas na Sé Patriarcal "excepionalmente, como excepcional fora o querido morto", segundo uma nota sua.
O seu funeral foi uma verdadeira apoteose, tendo sido sempre acompanhado por uma massa imensa de povo desde a sua saída da Sé Patriarcal de Lisboa até ao Cemitério de Benfica, no outro extremo da cidade, onde ficou sepultado em jazigo da Companhia de Jesus.

## Processo de beatificação

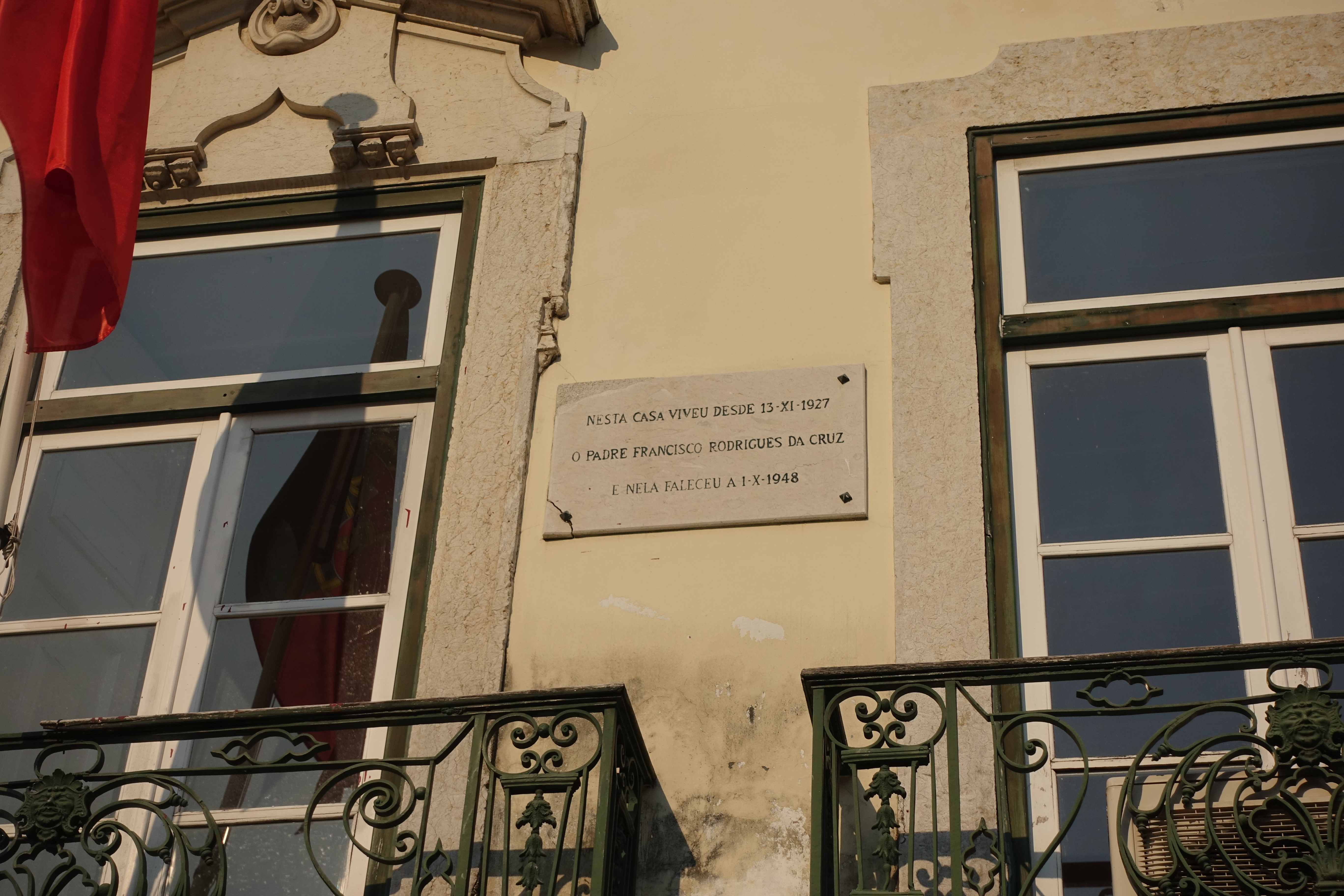
Placa evocativa do local onde viveu e morreu o Padre Cruz, em Lisboa.

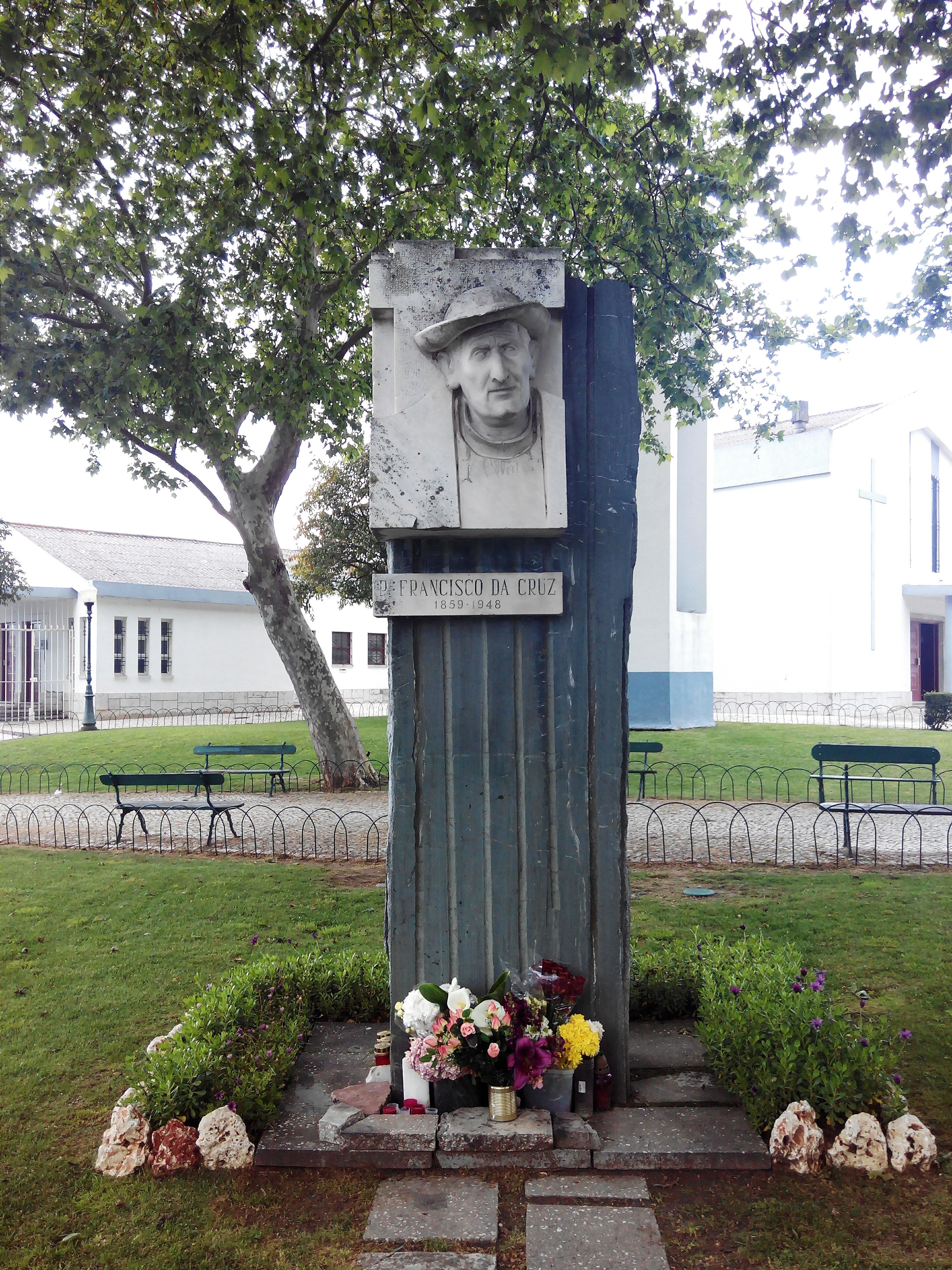
Monumento situado junto à Igreja do Bairro Padre Cruz em Lisboa.

O processo informativo de beatificação começou em Lisboa a 10 de Março de 1951. A sua alma vivia de intenso amor de Deus e do próximo. Sensível a todas as misérias humanas, principalmente espirituais, devorado pelo zelo da glória de Deus e da salvação das almas, a vida do santo missionário foi um contínuo peregrinar por todo o Portugal, a rezar, a pregar, a abençoar. Mas o seu ministério predilecto foi junto dos humildes, dos presos das cadeias, dos doentes, dos pobres e necessitados, e dos pecadores. Devotíssimo do seu irmão em religião, São Francisco Xavier, a cuja intercessão confiava as suas preces, atribuía-lhe as inúmeras graças que Deus lhe concedia a favor dos que a ele recorriam nas suas necessidades materiais e espirituais.
O Secretariado da Vice-postulação da Causa para a beatificação do Padre Cruz encontra-se situada na Rua da Madalena, 179, r/c, em Lisboa, Portugal. Em frente, no Largo Adelino Amaro da Costa (ou Largo do Caldas), n.º 5, freguesia de São Cristóvão e São Lourenço, situa-se o edifício onde o próprio viveu desde o dia 13 de novembro de 1927 e onde morreu a 1 de outubro de 1948, vítima de angina do peito, estando esse facto assinalado numa placa evocativa. Atualmente encontra-se instalada no imóvel, propriedade do Patriarcado de Lisboa, a sede do CDS – Partido Popular.